# دوري السنغال الممتاز 2018–19
دوري السنغال الممتاز 2018–19 هو الموسم 57 من  دوري السنغال الممتاز. أقيم خلال الفترة 3 نوفمبر 2018 وحتى يوليو 2019، وكان عدد الأندية المشاركة فيه  14، وفاز فيه جينيراسيون فوت.